# 鈴木栄樹
鈴木 栄樹（すずき えいき、1969年2月12日 - ）は、日本の医師。池袋サンシャイン美容外科院長。栃木県出身。

## 概要
聖マリアンナ医科大学卒業後、同大学麻酔科、大手美容外科院長経て、池袋サンシャイン美容外科開設。

## 略歴
- 1995年:聖マリアンナ医科大学卒業
- 1995～1997年：同大学麻酔科勤務
- 1997～2002年：大手美容外科勤務のちに、分院院長歴任
- 2003～2006年：医療法人博済会 鈴木病院、美容外科外来開設
- 2006年：池袋サンシャイン美容外科開設

## 免許･資格
- 日本美容外科学会正会員・認定医
- 日本美容外科医師会正会員
- 日本抗加齢医学会正会員